# Odelay
Odelay – drugi album Hansena nagrany dla dużej wytwórni. W większości wyprodukował go znany duet producentów The Dust Brothers, którzy wcześniej pracowali przy Paul’s Boutique zespołu Beastie Boys. Zaowocowało to albumem bogatym w sample, zawierającym w większości taneczne, funkowe piosenki. Pierwotna wersja albumu miała być bardziej stonowana i wyprodukowana przez Toma Rothrocka i Roba Schnapfa, ale tylko trzy utwory z tej sesji zostały oficjalnie wydane („Ramshackle”, „Feather in Your Cap” i „Brother”). Album ten ugruntował pozycję Hansena po tym, jak wszyscy widzieli go jako artystę jednego przeboju (Loser).
W 2003 album został sklasyfikowany na 305. miejscu listy 500 albumów wszech czasów magazynu Rolling Stone.

## Lista utworów
Wszystkie utwory napisane przez Becka Hansena i The Dust Brothers, poza oznaczonymi inaczej.
1. „Devils Haircut” – 3:14
2. „Hotwax” – 3:49
3. „Lord Only Knows” (Beck Hansen) – 4:14
4. „The New Pollution” – 3:39
5. „Derelict” – 4:12
6. „Novacane” – 4:37
7. „Jack-Ass” – 4:11
8. „Where It's At” – 5:30
9. „Minus” (Beck Hansen) – 2:32
10. „Sissyneck” – 3:52
11. „Readymade” – 2:37
12. „High 5 (Rock the Catskills)” – 4:10
13. „Ramshackle” (Beck Hansen) – 7:29

## Deluxe Edition
29 stycznia 2009 roku, wytwórnia płytowa Geffen Records wydawał specjalną edycję płyty z dodatkowymi utworami, w większości niepublikowanymi i z esej na temat płyty znajdujący się wkładce pióra Thurstona Moore’a, muzyka Sonic Youth. Podstawowy album różnił się od wersji z 1996 roku. „Hotwax” ma zdublowane wokale, „The New Polution” ma bleepy we wstępnie w innym tonie, a „Sissyneck” ma nieznacznie wydłużony mostek. Fani narzekali na użycie utworów w stratnym formacie mp3 jako źródłowych w niektórych przypadkach („Deadweight” i „Clock”), zamiast wersji o lepszej jakości. Oraz na brak piosenek „Diskobox”, która ukazała się na kilka zagranicznych edycjach albumu w okresie jego pierwszego wydania i oryginalnej wersji utworu „Debra”, który ostatecznie trafił na Midnite Vultures.
Disc 1
1. „Devils Haircut” - 3:15
2. „Hotwax” - 3:49
3. „Lord Only Knows” - 4:15
4. „The New Pollution” - 3:39
5. „Derelict” - 4:13
6. „Novacane” - 4:37
7. „Jack-Ass” - 4:12
8. „Where It's At” - 5:30
9. „Minus” - 2:32
10. „Sissyneck” - 3:57
11. „Readymade” - 2:37
12. „High 5 (Rock The Catskills)” - 4:11
13. „Ramshackle” - 4:47
14. „Hidden Track (Computer Rock)” - 0:43
15. „Deadweight” - 6:12
16. „Inferno” - 7:03
17. „Gold Chains” - 4:59

Disc 2
1. „Where It's At” (U.N.K.L.E. remix) - 12:26
2. „Richard's Hairpiece” (remix by Aphex Twin) - 3:19
3. „American Wasteland” (remix by Mickey P.) - 2:42
4. „Clock” - 3:17
5. „Thunderpeel” - 2:40
6. „Electric Music And The Summer People” - 4:38
7. „Lemonade” - 2:21
8. „SA-5” - 1:53
9. „Feather In Your Cap” - 3:46
10. „Erase The Sun” - 2:56
11. „000.000” - 5:25
12. „Brother” - 4:47
13. „Devil Got My Woman” - 4:34
14. „Trouble All My Days” - 2:25
15. „Strange Invitation” - 4:06
16. „Burro” - 3:13

## Personel
- Beck – organy, gitara akustyczna, bass, harmonijka, perkusja, czelesta, bębny, gitara elektryczna, klawisze, pianino elektryczne, wokale, clavinet, gitara slide, produkcja
- Mike Boito – organy, trąbka
- Mario Caldato Jr. – produkcja
- Charlie Haden – bass
- Greg Leisz – pedal steel
- Bob Ludwig – mastering
- Mike Millius – krzyki
- Brian Paulson – produkcja
- Tom Rothrock – produkcja
- Rob Schnapf – produkcja
- Joey Waronker – perkusja
- Dust Brothers – produkcja
- David Brown – saksofon

## Single
- „Where It's At”
- „Devils Haircut”
- „The New Pollution”
- „Sissyneck”
- „Jack-Ass”